# 헬리오폴리스 (이집트)
헬리오폴리스(Heliopolis, Ἡλίου πόλις 또는 Ἡλιούπολις)는 고대 이집트의 중요한 도시 중 하나이다. 고대 이집트어로는 "이우누"라고 불리었으며, 고대 그리스로 번역되어 태양의 도시란 의미의 헬리오폴리스란 이름으로 더 널리 알려졌다. 헬리오폴리스는 하이집트의 13번째 노모스이자 주요 종교 중심지였다. 이 도시는 오늘날 카이로 북동부의 아인 샴스와 엘 마타레야 지역(키슴) 내에 위치한다.
헬리오폴리스는 이집트의 선사 시대부터 사람이 거주했던 고대 이집트에서 가장 오래된 도시 중 하나이다. 이집트 고왕국과 이집트 중왕국 시대에 크게 확장되었지만, 오늘날에는 대부분 파괴되었고, 신전과 다른 건물들은 중세 카이로 건설을 위한 건축 자재로 사용되었다. 고대 도시에 대한 대부분의 정보는 현존하는 기록에서 얻어진다.
헬리오폴리스의 주요 유적 중 하나는 이집트 제12왕조의 세누스레트 1세가 세운 라-아툼 신전의 오벨리스크이다. 이 오벨리스크는 원래 자리에 그대로 남아 있으며(현재는 엘 마살라, 엘 마타레야, 카이로에 위치한다), 높이 21 m (69 ft)의 붉은 화강암 오벨리스크는 120톤(240,000 파운드)에 달하며 세계에서 가장 오래된 현존하는 오벨리스크로 여겨진다.
헬리오폴리스에서 유래한 다른 오벨리스크들은 로마인들이 이집트를 정복한 후 가져갔다. 더 높은 25 m (82 ft)의 바티칸 오벨리스크는 칼리굴라 황제가 가져갔으며, 지금은 성 베드로 광장에 서 있는데, 이는 로마에서 한 번도 쓰러지지 않은 유일한 고대 오벨리스크이다. 아우구스투스 황제는 몬테치토리오 오벨리스크를 헬리오폴리스에서 로마로 가져갔으며, 그곳에 여전히 남아 있다.
클레오파트라의 바늘이라 불리는 두 개의 더 작은 오벨리스크는 현재 런던과 뉴욕에 있지만, 원래는 헬리오폴리스에서 온 것이다.

## 명칭
헬리오폴리스는 "태양의 도시"를 의미하는 고대 그리스어 명칭인 헬리오폴리스(Ἡλιούπολις)의 라틴어화된 형태이다. 태양의 의인화되고 신격화된 형태인 헬리오스는 그리스인들에 의해 이 도시에 주요 숭배지가 있던 라와 아툼이라는 토착 이집트 신들과 동일시되었다.
이 도시를 부르는 그들의 내부 명칭은 이우누(iwnw), 즉 "기둥들"이었다. 고대 이집트어는 자음 값만 기록했기 때문에 정확한 발음은 불확실하다. 창세기 41:45, 50에는 온(고대 히브리어: אֹן)으로, 에제키엘 30:17과 아모스서 1:5에는 아웬(אָוֶן)으로 나타난다 (다만 이 경우 바알베크를 가리킨다). 후자의 형태는 휴지에서 예상되는 형태이지만, 아마도 아웬 "우상 숭배"에 대한 언어유희일 것이다. 일부 학자들은 초기 이집트어 발음을 *ʔa:wnu로 재구성하며, 아마도 더 오래된 /ja:wunaw/에서 유래했을 것이다. 변형된 전사에는 아우누와 안누가 있다. 이 이름은 콥트어 ⲱⲛ 오엔으로 남아있다.
이 도시는 이집트 고왕국 시대로 거슬러 올라가는 피라미드 텍스트에 "라의 집"이라고 불린다.

## 역사

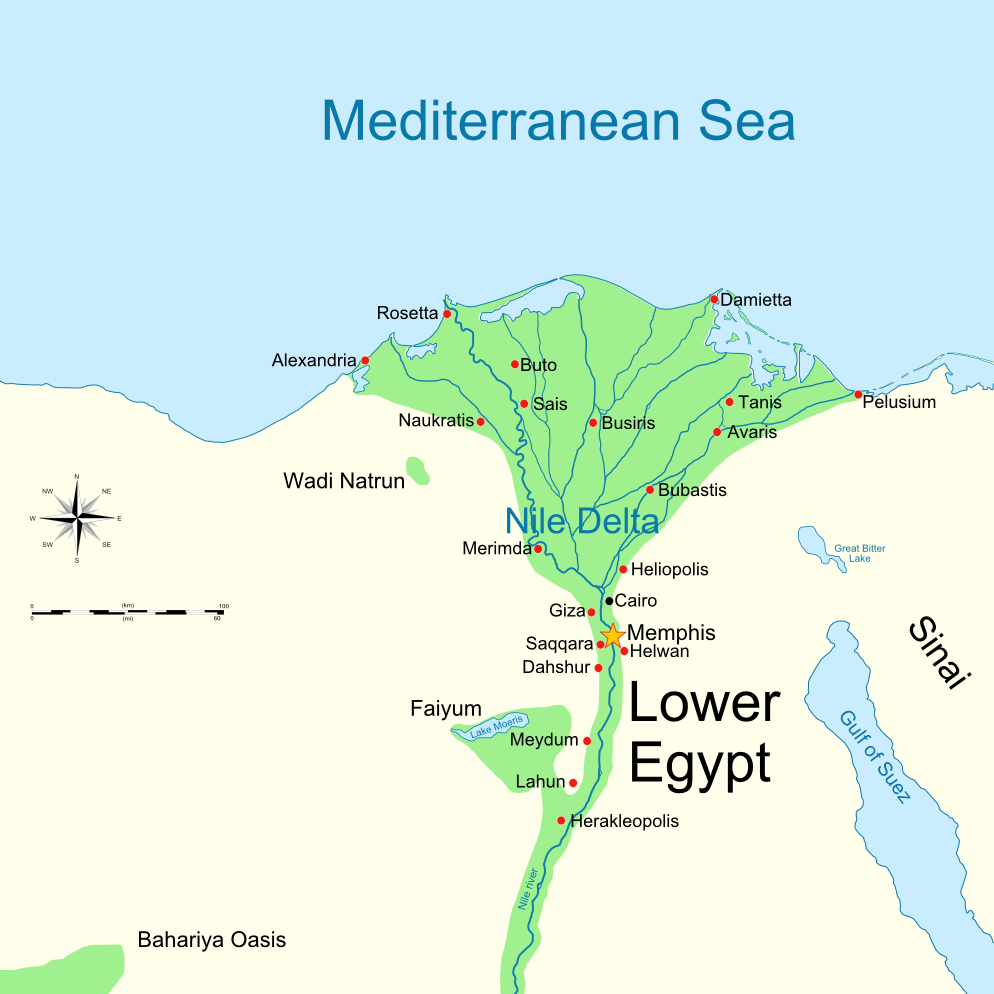
고대 이집트 하이집트 지도에 헬리오폴리스 표시

### 고대
헬리오폴리스는 이집트의 선사 시대부터 지역 중심지였다.

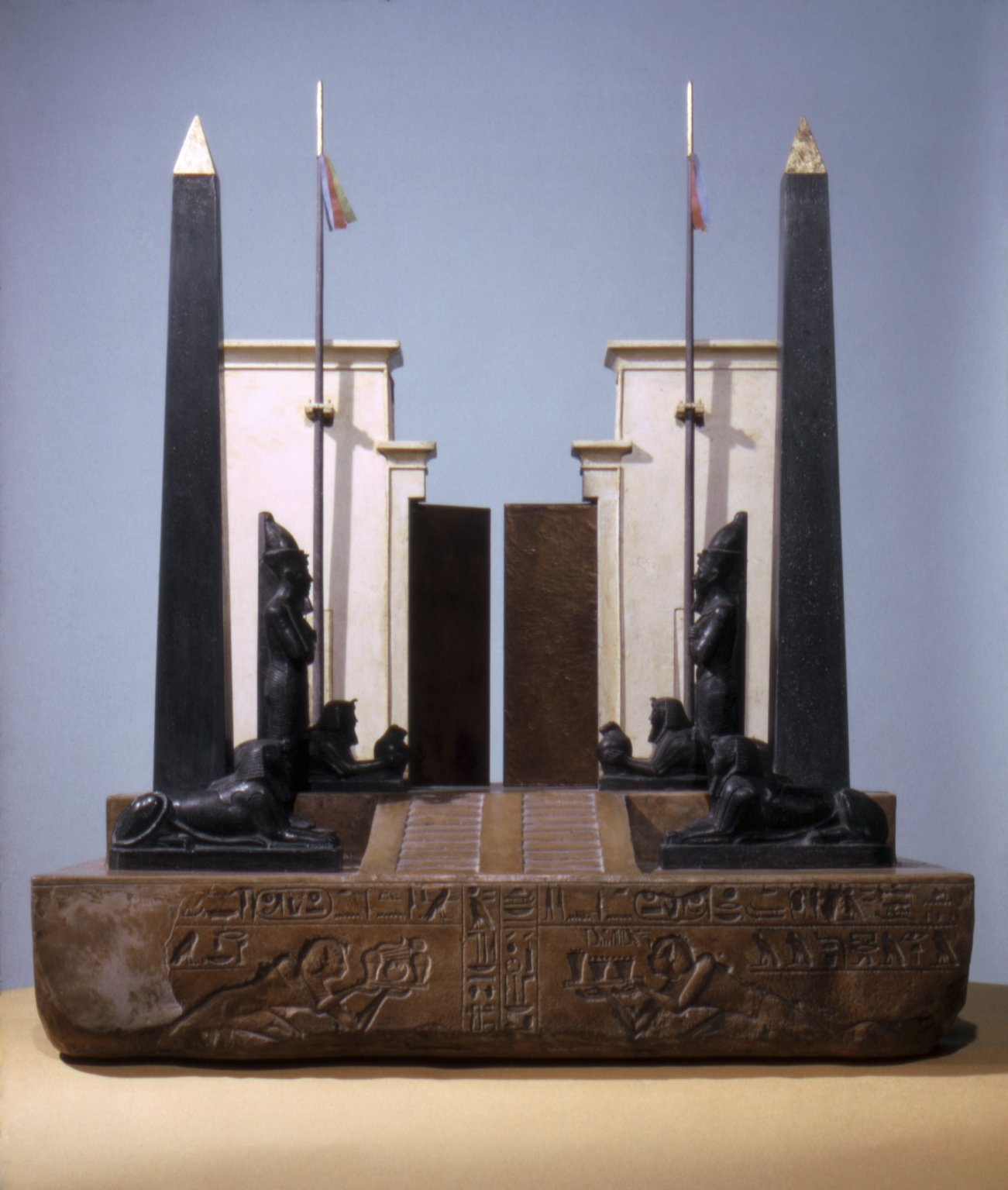
헬리오폴리스의 봉헌 신전 문 모형, 이집트 제19왕조

동일시된 태양신 아툼의 숭배 중심지였고, 그 후 라와 호루스와도 라-하라크티로 동일시되었다. 이 도시의 주요 이집트 신전은 "위대한 집"(고대 이집트어: Pr Ꜥꜣt *파르 아아트) 또는 "아툼의 집"(고대 이집트어: Pr I͗tmw *파르-아타마, 고대 히브리어: פתם 피톰)으로 알려져 있었다. 그 사제들은 아툼 또는 라가 원초의 물에서 스스로 창조된 최초의 존재라고 주장했다. 이집트 제5왕조 동안 라 숭배의 중요성이 약화되면서 엔네아드가 발전했는데, 이는 아홉 주요 이집트 신들의 그룹으로, 나머지 신들을 라-아툼에 종속적인 위치에 두었다. 라의 대제사장들은 다른 신들의 대제사장들만큼 잘 기록되어 있지 않지만, 이집트 제6왕조( 2345 – 경 2181경 BC)의 대제사장들은 발견되고 발굴되었다.
이집트 제18왕조의 아마르나 시대 동안, 아크나톤 파라오는 신격화된 태양 원반인 아톤에 대한 일종의 단일신교적 숭배를 도입했다. 그의 건축 프로젝트의 일환으로 그는 "아톤 숭상"(Wcs I͗tn)이라는 헬리오폴리스 신전을 지었는데, 그 돌들은 카이로의 중세 도시 성벽 일부 문에서 여전히 볼 수 있다. 태양의 또 다른 구현인 음네비스 황소 숭배도 이곳에 제단을 두었다. 황소들의 정식 매장지는 도시 북쪽에 위치했다.
70인역 출애굽기 1:11에는 이 도시가 노예가 된 히브리인들에 의해 재건된 장소 중 하나로 언급되어 있다. 같은 구절에 나오는 저장 도시 피톰은 한 이론에 따르면 헬리오폴리스이다. 오늘날 피톰은 텔 엘-레타베 또는 텔 엘-마슈타의 고고학 유적지로 일반적으로 여겨진다.

### 헬레니즘 시대
알렉산드로스 대왕은 펠루시움에서 멤피스 (이집트)로 가는 길에 이 도시에서 멈췄다.
라 신전은 특별히 왕실 기록의 보관소였다고 전해지며, 헤로도토스는 헬리오폴리스의 사제들이 모든 이집트인 중에서 역사에 가장 정통했다고 기술한다. 헬리오폴리스는 그리스 시대 동안 학문의 중심지로 번성했다. 철학과 천문학 학교는 오르페우스, 호메로스, 피타고라스, 플라톤, 솔론 및 다른 그리스 철학자들이 자주 방문했다고 전해진다. 이초누피스는 기원전 308년에 그곳에서 강의를 했으며, 그의 제자 중 한 명이었던 그리스 수학자 에우독소스는 그에게서 연과 월의 정확한 길이를 배웠고, 이를 바탕으로 그의 8년 주기, 즉 8년 또는 99개월의 주기를 만들었다. 프톨레마이오스 2세는 헬리오폴리스의 수석 사제인 마네토에게 고대 이집트 왕들의 역사를 그 기록 보관소에서 수집하게 했다. 후대의 그리스 통치자들인 프톨레마이오스 왕조는 아마도 그들의 "아버지" 라에게 거의 관심을 두지 않았을 것이다. 그리스인들은 태양 숭배자가 아니었으며, 프톨레마이오스 왕조는 세라피스 숭배를 선호했고, 알렉산드리아는 헬리오폴리스의 학문을 능가했다. 따라서 왕실의 총애가 철회되면서 헬리오폴리스는 빠르게 쇠퇴했고, 토착 지식의 학생들은 부유하고 경건한 시민들이 후원하는 다른 신전으로 떠났다. 사실, 기원전 1세기경 스트라본은 신전들이 버려지고 마을 자체는 거의 사람이 살지 않는 상태였지만, 사제들은 여전히 남아 있었다고 기록했다.
헬리오폴리스는 고대 그리스와 로마인들에게 잘 알려져 있었으며, 클라우디오스 프톨레마이오스, 헤로도토스 등 당시 대부분의 주요 지리학자들에 의해 언급되었고, 비잔틴 지리학자 비잔티움의 스테파누스에 이르기까지 기록되었다.

### 로마 시대
로마 이집트 시대에 헬리오폴리스는 아우구스탐니카 속주에 속했으며, 이로 인해 로마 헬리오폴리스 (페니키아)와 구별해야 할 때 아우구스탐니카의 헬리오폴리스로 나타나게 되었다. 이곳 인구는 아마도 상당한 아랍인 요소를 포함하고 있었을 것이다. 도시의 많은 오벨리스크는 델타와 로마 북부의 도시들을 장식하기 위해 옮겨졌다. 이 중 두 개는 결국 런던의 클레오파트라의 바늘과 뉴욕의 센트럴 파크에 있는 그 쌍둥이가 되었다.

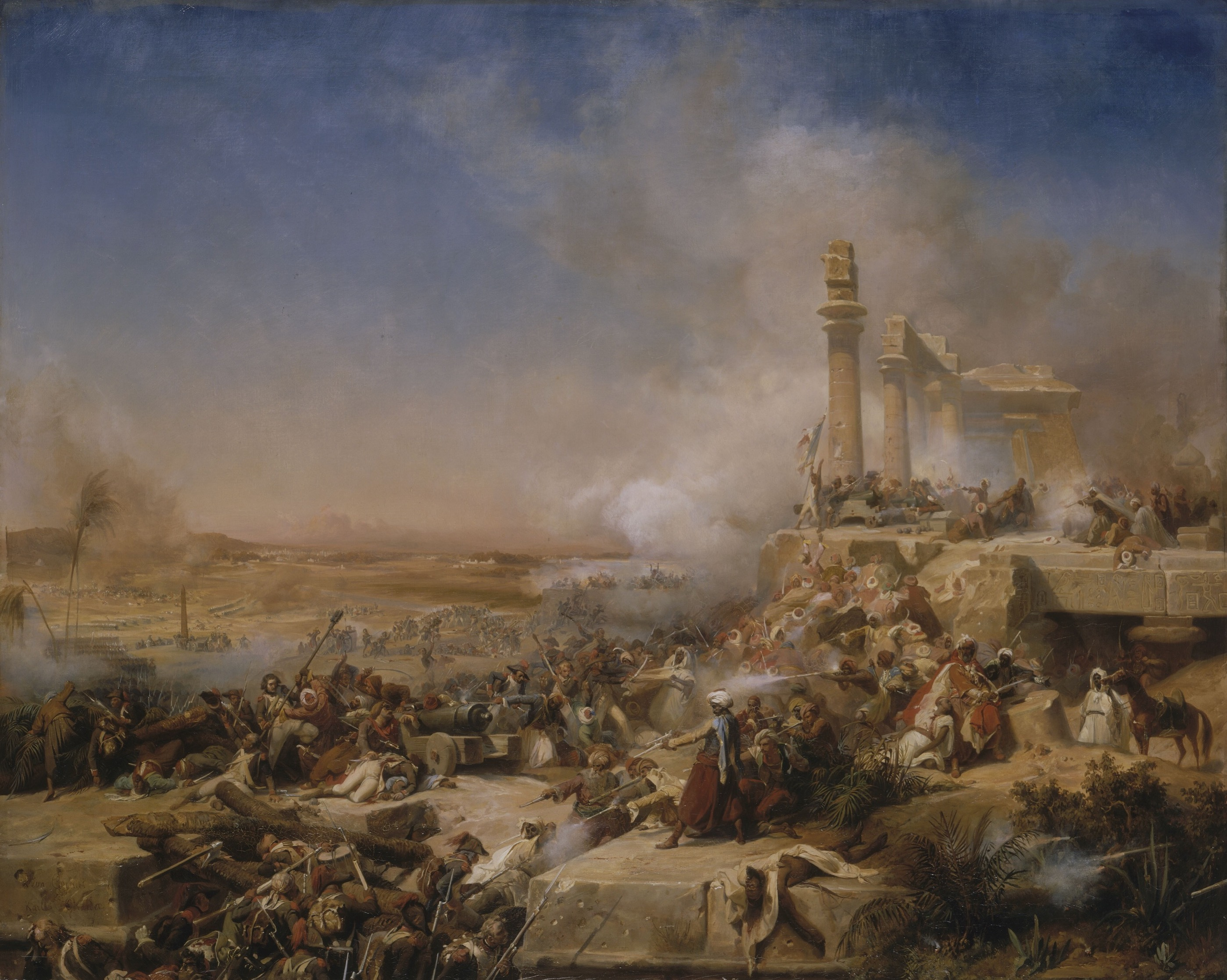
레옹 코니에의 헬리오폴리스 전투. 헬리오폴리스 전투 (1800)는 1800년 나폴레옹의 이집트-시리아 원정 중 일어났다.

### 이슬람 시대
중세 동안 불과 몇 킬로미터 떨어진 푸스타트와 카이로의 성장은 헬리오폴리스의 유적을 대규모로 건축 자재로 사용하게 만들었는데, 여기에는 도시 성벽도 포함되었다. 이 유적지는 "태양의 눈"(아인 샴스)과 아랍 알-히스n으로 알려졌다.

## 유산
헬리오폴리스 태양 숭배의 중요성은 고대 이교 신앙과 현재의 일신교적 신앙 모두에 반영되어 있다. 고전 신화에 따르면 이집트의 벤누는 불사조로 이름이 바뀌어 매번 다시 태어날 때마다 선조의 유해를 헬리오폴리스의 태양신 제단으로 가져왔다고 한다. 히브리어 성경에서 헬리오폴리스는 직접적 또는 간접적으로 언급되는데, 주로 그 유명한 이교 숭배와 관련하여 언급된다. 이사야는 이집트에 대한 예언에서 "태양의 도시"(히브리어: עיר החרס)가 주 하늘 군대를 따르고 히브리어를 말하는 다섯 이집트 도시 중 하나가 될 것이라고 주장했다. 예레미야와 에제키엘은 태양의 집 또는 신전(히브리어: בֵּית שֶׁמֶשׁ bêṯ šemeš)과 오엔을 언급하며, 신바빌로니아 제국의 네부카드네자르 2세가 그 오벨리스크를 부수고 신전을 불태울 것이며 그 "어리석은 젊은이들"(아벤)이 "칼에 쓰러질 것"이라고 주장했다.
"시리아 헬리오폴리스"인 바알베크는 이집트에서 이주해 온 사제 집단으로부터 태양 숭배를 얻었다고 주장되어 왔다.
아우구스탐니카의 헬리오폴리스 명의주교는 로마 가톨릭교회와 동방 정교회 모두의 명의주교로 남아있다.

## 현재 유적지

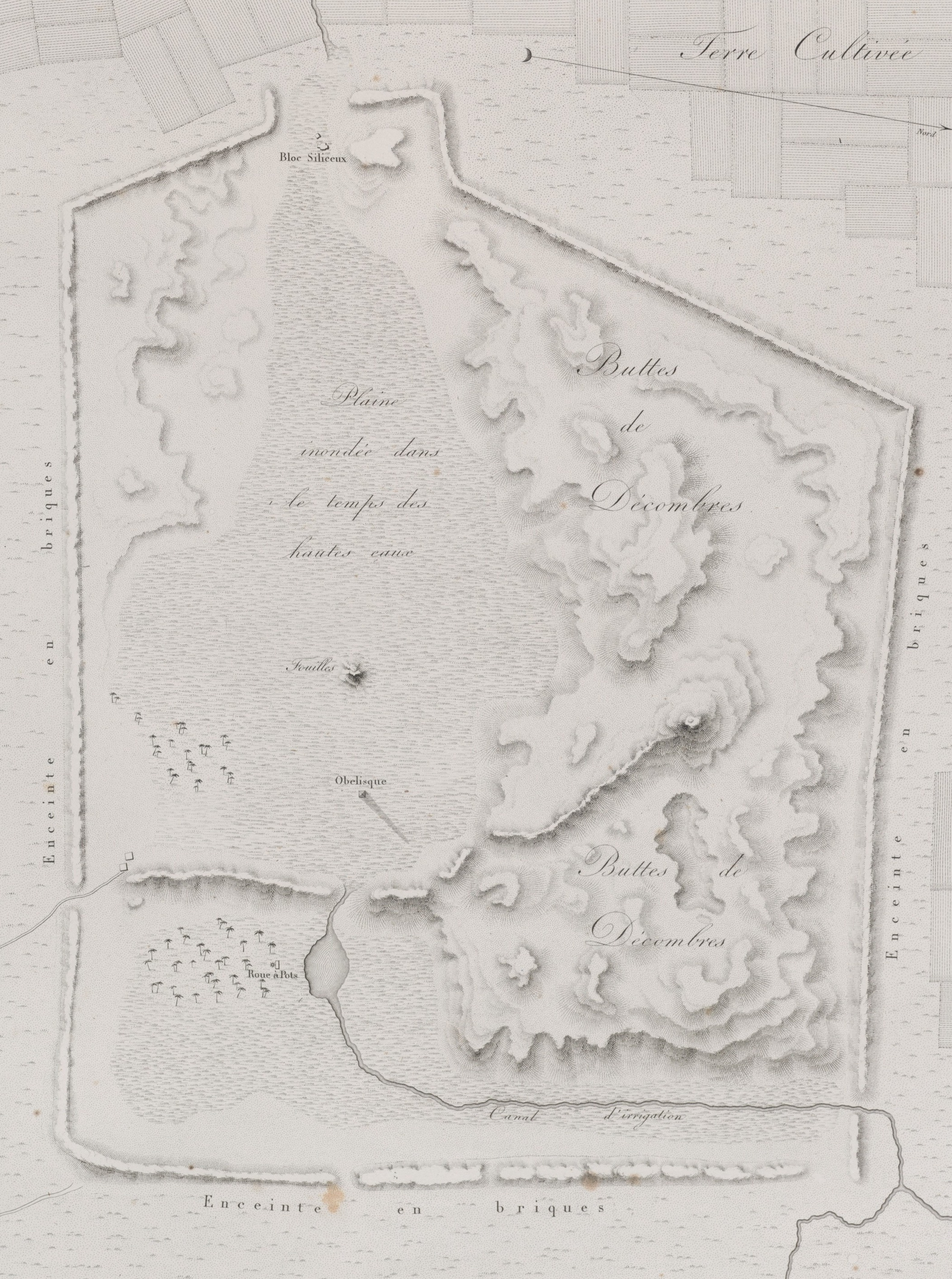
1809년 이집트지에 게재된 헬리오폴리스 지도

고대 도시는 현재 카이로 북부의 중산층 및 하류층 교외 지역인 알-마타리야, 아인 샴스, 그리고 텔 알-히슨 거리 아래 약 15–20 미터 (49–66 ft) 지점에 위치한다. 이 지역은 현대적인 교외 지역에서 서쪽으로 약 1.5 킬로미터 (1 mi) 떨어져 있다.
밭에서 조악한 벽돌로 된 고대 성벽 일부를 볼 수 있으며, 람세스 2세의 이름이 새겨진 몇 개의 화강암 블록이 남아 있고, 라-아툼 대성전의 위치는 알-마살라 오벨리스크로 표시되어 있다. 고고학자들은 2004년에 그곳의 무덤 일부를 발굴했다. 2017년에는 프삼티크 1세의 거대한 조각상 일부가 발견되어 발굴되었다.

## 갤러리
헬리오폴리스를 보여주는 오래된 지도들 중 일부는 아래와 같다:

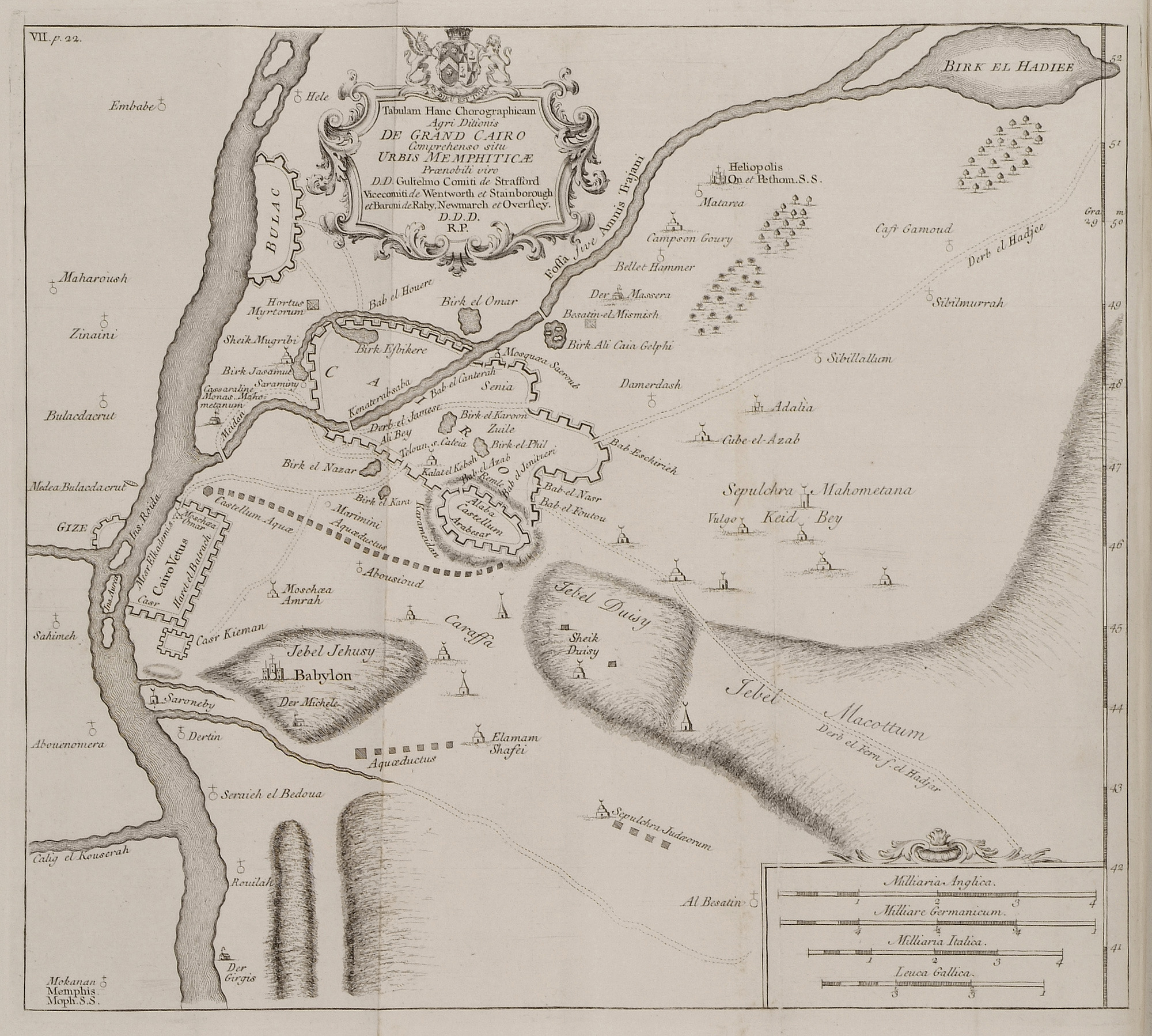
1743년 지도
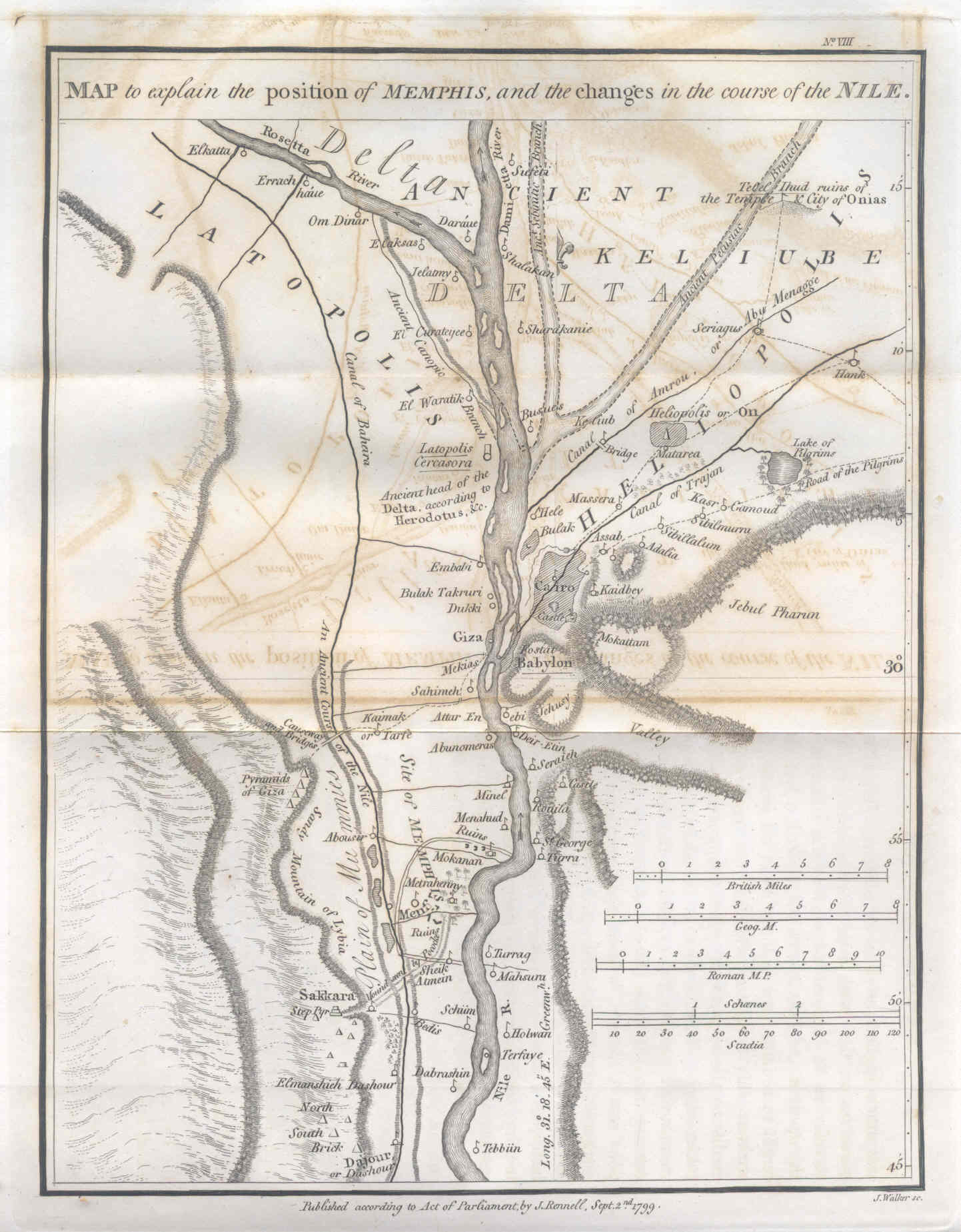
1799년 지도
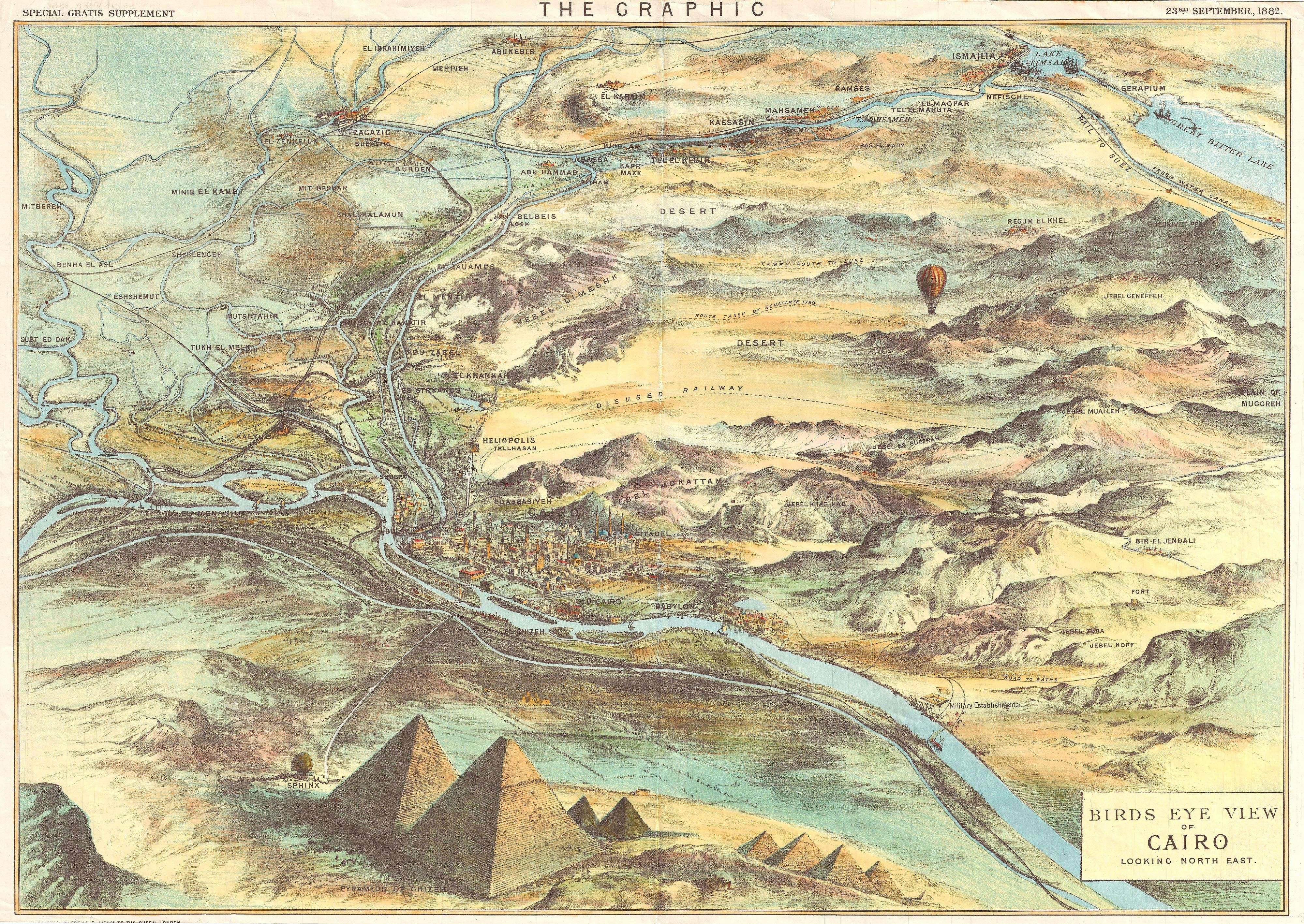
1882년 지도

## 같이 보기
- 고대 이집트의 도시 목록
- 다른 헬리오폴리스, 특히
  - 20세기 교외 지역인 카이로의 헬리오폴리스
  - 이집트계 그리스인들이 정착한 아테네의 20세기 교외 지역인 일리오폴리
- 이집트 창조 신화 – 헬리오폴리스 이우누의 종교적 신념 체계 참조
- 고대 이집트 왕조 목록 – 헬리오폴리스를 중심으로 한 통치 참조
- 벤벤

### 인용
1. 1 2 3  Dobrowolska;  외. (2006), 《Heliopolis: Rebirth of the City of the Sun》, American Univ in Cairo Press, 15쪽, ISBN 9774160088.
2. ↑   Griffith, Francis Llewellyn (1911). 〈Obelisk〉.   Chisholm, Hugh. 《브리태니커 백과사전》 19 11판. 케임브리지 대학교 출판부. 945쪽..
3. ↑  “obelisk”. 《www.britannica.com》. 2021년 8월 25일에 확인함.
4. ↑  Collier & Manley 1998, 29쪽.
5. ↑  Hawas, Zahi (2002). 《مخطوط معجم اللغة المصرية القديمة احمد كمال كمال. الجزء االثاني عشر》 (아랍어). Cairo: Al-maǧlis al-aʿlá li-l-aṯār, high council of antiquities. 496쪽. ISBN 9773053474.
6. ↑  TLA lemma no. C5494 (ⲱⲛ), in: Coptic Dictionary Online, ed. by the Koptische/Coptic Electronic Language and Literature International Alliance (KELLIA), https://coptic-dictionary.org/entry.cgi?tla=C5494
7. ↑  Bonnet, Hans, 《Reallexikon der Ägyptischen Religionsgeschichte》. (독일어)
8. ↑  〈Model of a Votive Temple Gateway at Heliopolis (49.183)〉, 《Official site》, Brooklyn Museum, 2014년 7월 8일에 확인함.
9. ↑  Hart, George (2005), 《The Routledge Dictionary of Egyptian Gods and Goddesses》, Psychology Press, ISBN 0-415-34495-6.
10. ↑  Planetware: Priests of Ra tombs, Heliopolis—Al-Matariyyah. accessed 01.28.2011 보관됨 2010-12-23 - 웨이백 머신
11. ↑  “Pithom | ancient city, Egypt | Britannica”. 《www.britannica.com》 (영어). 2022년 5월 25일에 확인함.
12. ↑  Arrian, iii. 1.
13. ↑  The Historical Library of Diodorus Siculus, Book I, ch VI.
14. ↑  클라우디오스 프톨레마이오스, iv. 5. § 54; 헤로도토스, ii. 3, 7, 59; 스트라본, xvii. p. 805; 디오도로스, i. 84, v. 57; 아리아노스, Exp. Alex. iii. 1; 클라우디오스 아일리아누스, H. A. vi. 58, xii. 7; 플루타르코스, Solon. 26, Is. et Osir. 33; 디오게네스 라에르티오스, xviii. 8. § 6; 플라비우스 요세푸스, Ant. Jud. xiii. 3, C. Apion. i. 26; 마르쿠스 툴리우스 키케로, 신성론 iii. 21; 가이우스 플리니우스 세쿤두스, v. 9. § 11; 타키투스, Ann. vi. 28; 폼포니우스 멜라, iii. 8. 비잔틴 지리학자 비잔티움의 스테파누스, s. v. Ἡλίουπόλις.
15. ↑  Plin., 《박물지》, vi, 34.
16. ↑  이사야서 19:18.
17. ↑  Jeremiah 43:13 NASB; Compare NIV
18. ↑  Ezekiel 30:17 NIV
19. ↑  마크로비우스, Saturn., i. 23.
20. ↑  “Al-Ahram Weekly | Features | City of the sun”. Weekly.ahram.org.eg. 2005년 6월 1일. 2013년 3월 25일에 원본 문서에서 보존된 문서. 2013년 3월 26일에 확인함.
21. ↑  〈Pharonic tomb uncovered in Cairo, suburbs of Matariya〉, 《Egiptomania》, 2004년 8월 26일.
22. ↑  “Colossal statue of 'forgotten' pharaoh brought to life in 3D images”. 2018년 4월 20일.

### 참고 문헌
- Allen, James P. 2001. "Heliopolis". In The Oxford Encyclopedia of Ancient Egypt, edited by Donald Bruce Redford. Vol. 2 of 3 vols. Oxford, New York, and Cairo: Oxford University Press and The American University in Cairo Press. 88–89
- Bilolo, Mubabinge. 1986. Les cosmo-théologies philosophiques d'Héliopolis et d'Hermopolis. Essai de thématisation et de systématisation, (Academy of African Thought, Sect. I, vol. 2),  Kinshasa–Munich 1987;  new ed., Munich-Paris, 2004.
- Reallexikon der Ägyptischen Religionsgeschichte - Hans Bonnet
- Collier, Mark; Manley, Bill (1998). 《How to Read Egyptian Hieroglyphs》 Revis판. Berkeley: University of California Press.
- The Routledge Dictionary of Egyptian Gods and Goddesses, George Hart ISBN 0-415-34495-6
- Redford, Donald Bruce. 1992. "Heliopolis". In The Anchor Bible Dictionary, edited by David Noel Freedman. Vol. 3 of 6 vols. New York: Doubleday. 122–123
- This article incorporates text from a publication now in the public domain: